# Beauclair
Beauclair é uma comuna francesa na região administrativa de Grande Leste, no departamento de Meuse. Estende-se por uma área de 4,84 km². Em 2010 a comuna tinha 90 habitantes (densidade: 18,6 hab./km²).